# Sárközi Ferenc
Sárközi Ferenc (Gárdony, 1820. – Losonc, 1897. március 28.) Kossuth Lajos hadnagya és a szabadságharcban részt vevő cigányzenészek főkarmestere.
Több forrás a halál évét tévesen 1890-ben jelöli meg.

## Élete
Apja, Sárközi János, Esterházy Pál herceg zenészeként szolgált. A pesti és bécsi konzervatóriumokban tanult.
Első zenekarát 1835-ben alakította. 1840 után Esterházy Pál muzsikusa volt. (az 1860-as évekig).
 
Az 1847-ben alakított zenekarával Pesten maradt a forradalom kitöréséig.
A szabadságharc idején a magyar cigányok a magyar ügy mellé álltak, és fegyverjavítóként, ágyúöntőként, valamint tábori muzsikusokként szolgáltak, többek között az országos verbuválást segítve. 1848-ban Sárközi Ferenc zenekara volt az első, amely a honvédség kötelékébe lépett. Zenekarának tagjait (a Szózatot megzenésítő) Egressy Béni válogatta össze, saját költségén ruházta fel és élelmezte őket. Egressy Ákos arról is beszámol, hogy először tőlük hallotta a Kossuth Lajos azt üzente kezdetű dalt.
 
A legmagasabb rangig a Kossuth Lajos cigány hadnagyaként ismertté vált Sárközi Ferenc vitte: a 47. honvédzászlóalj karmestere lett. Hadnaggyá léptették elő, s Kossuth Lajos a hadseregben szolgáló összes cigányzenész vezetőjévé nevezte ki. Egyben zenekarával beosztották Nagy Sándor tábornok hadtestébe, Inkey Gáspár huszárezredébe. Sárközi Ferenc és bandája aztán részt vett Budavár bevételében, a komáromi, debreceni és sarkadi ütközetekben. Világosnál elfogták és az aradi vár börtönébe akarták zárni, amikor Forgách Sándor gróf császári kormánybiztos felismerte, s közbenjárására bocsátották.
Az 1850-es években Pesten muzsikált s táncai is megjelentek (Elfogyott a nóta, csárdás, 1853).
 
A magyar zene külföldi úttörőjeként is számon tartott Sárközi Ferenc 1860-tól sokat szerepelt külföldön, előbb Hannoverben muzsikált, majd részt vett az 1867-es párizsi világkiállításon, 1875-ben pedig Edward walesi herceg hat hónapra Angliában szerződtette.
Budapesten több alkalommal fellépett a budai várban rendezett bálokon, és többek között zenekarával adta Doppler Ferenc Ilka és a huszártoborzó című operájának zenei kíséretét. Az 1850-es évek végén zenekarával fellépett a Nemzeti Színházban is.
Érdekes kapcsolat: Hegyi Aranka (1855-1906) énekesnőt apja, Hegyi Poldi cigányprímás, halála után Sárközi Ferenc cigányprímás nevelte. A Nemzeti Színház balettiskolájában tanult táncolni és énekelni, 1880-tól a Népszínház tagja, ahol haláláig Blaha Lujza egyenrangú társa volt. Operettprimadonnaként a legkiválóbbak egyike, de a népszínművek szerepeiben is nagy sikereket ért el.